# Davao
 Ovo je glavno značenje pojma Davao. Za druga značenja pogledajte Davao (razdvojba).
Davao je grad na Filipinima, smješten na otoku Mindanao. Davao ima 1,363.337 (2007. cenzus), a površinom je najveći na otoku Mindanao. Kroz grad protječa istoimena rijeka Davao, koja se ulijeva u zaljev Davao.  
Davao je jedan od nekoliko gradova na Filipinima koji su nezavisni od bilo koje pokrajine, a služi kao regionalni centar regije Davao (Regija XI) koja se naziva i Južni Mindanao.